# ペンナ・サン・ジョヴァンニ
ペンナ・サン・ジョヴァンニ（伊: Penna San Giovanni）は、イタリア共和国マルケ州マチェラータ県にある、人口約900人の基礎自治体（コムーネ）。

## 地理

### 位置・広がり
マチェラータ県のコムーネ。県都マチェラータから南へ27kmの距離にある。

#### 隣接コムーネ
隣接するコムーネは以下の通り。括弧内のFMはフェルモ県所属を示す。
- アマンドラ (FM)
- ファレローネ (FM)
- グアルド
- モンテ・サン・マルティーノ
- サンタンジェロ・イン・ポンターノ
- セルヴィリアーノ (FM)

### 気候分類・地震分類
ペンナ・サン・ジョヴァンニにおけるイタリアの気候分類 (it) および度日は、zona E, 2377 GGである。
また、イタリアの地震リスク階級 (it) では、zona 2 (sismicità media) に分類される。

## 行政

### 分離集落
ペンナ・サン・ジョヴァンニには、以下の分離集落（フラツィオーネ）がある。
- Caselunghe, Crocifisso, Guerci, Magli, Pilotti, Saletta, Saline